# Jean-Claude Mignon
Jean-Claude Mignon (n. 2 februarie 1950) este un politician francez, membru al Adunării Naționale a Franței. Reprezentant al departamentului Seine-et-Marne din parte Uniunii pentru o Mișcare Populară.
La 23 ianuarie 2012 a fost ales președinte al Adunării Parlamentare a Consiliului Europei.

## Biografie
Născut la Corbeil-Essonnes, departamentul Essonne. Începând cu 1983 este primar al orașului Dammarie-lès-Lys. Din 13 iunie 1988 este membru al circumscripției electorale Seine-et-Marne, care include cantoanele Melun-Sud, Mée-sur-Seine, Perthes și Savigny-le-Temple.
În 1995, Legea cu privire la mandatul dublu la forțat să abandoneze poziția sa în calitate de consilier general al cantonului Perthes. Iar secția locală a RPR, pe care o conducea este nevoit să o cedează succesorului său, Patrick Gruel.
Mignon va încerca să recupereze postul său de consilier pe termen general în 2008, cu scopul de a obține președinția Consiliului General Seine-et-Marne, însă a fost învins în runda a doua a alegerilor de către Lionel Walker.